# 파스퇴르 박물관
파스퇴르 박물관(프랑스어: Musée Pasteur)은 프랑스의 과학자 루이 파스퇴르를 기리는 박물관이다. 프랑스 파리 15구, 닥터 루 거리 25번지(25 Rue du Docteur Roux)에 있는 파스퇴르 연구소(Institut Pasteur) 내에 위치해 있으며, 따뜻한 계절에는 매일 개장하고 입장료를 받는다.
이 박물관은 1935년에 루이 파스퇴르를 기리기 위해 설립되었으며, 그가 생애 마지막 7년을 보낸 아파트를 보존하고 있다. 또한 약 1,000점에 달하는 과학 기구들이 전시된 전시실도 갖추고 있다. 박물관에는 파스퇴르가 묻혀 있는 네오비잔틴 양식의 예배당도 있다.
이 건물은 1981년에 프랑스 역사기념물로 지정되었다.